# 切韋達萊山

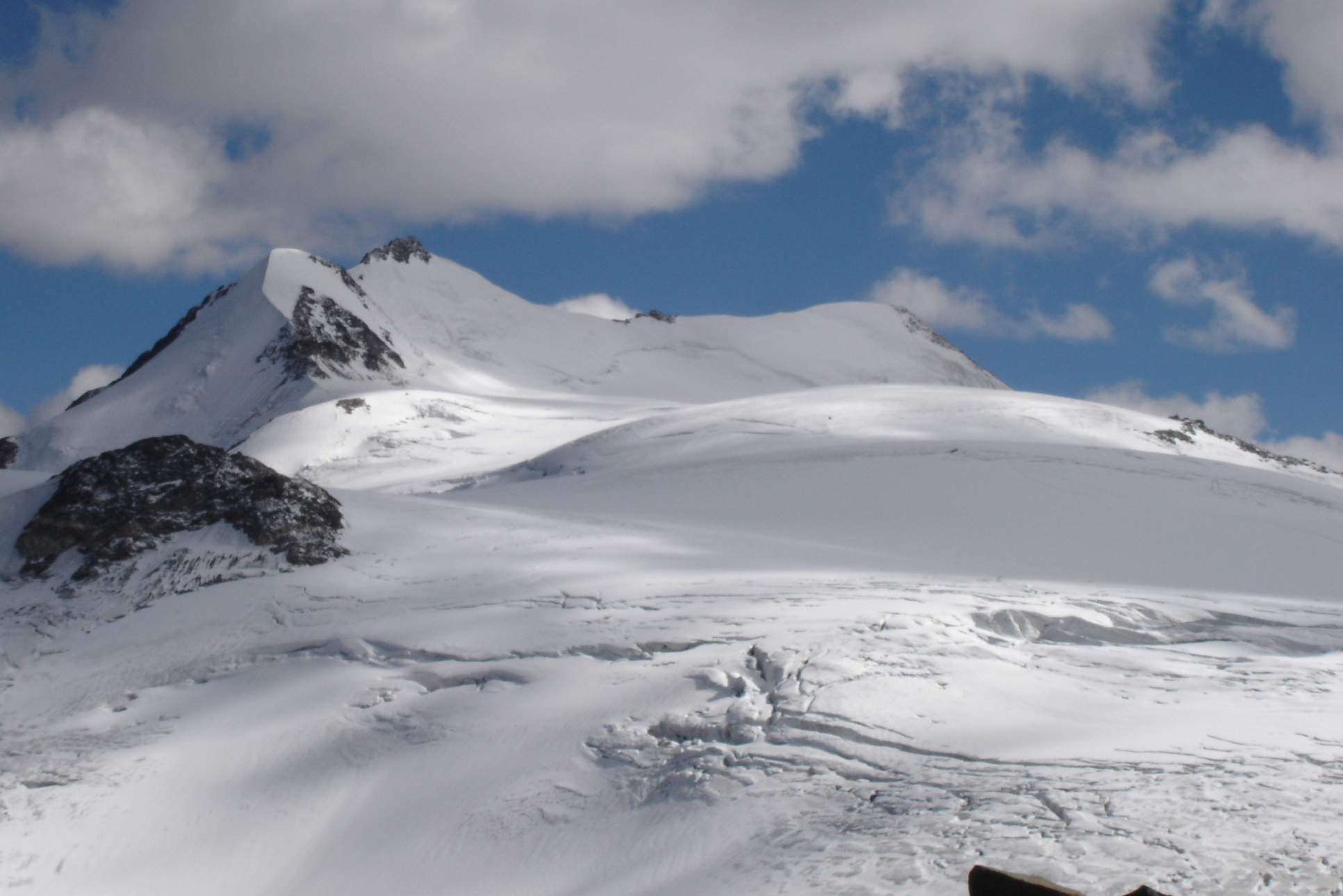

46°26′53″N 10°37′15″E / 46.44806°N 10.62083°E
切韋達萊山（義大利語：Monte Cevedale），是意大利的山峰，位於該國北部，處於倫巴第大區和特倫蒂諾-上阿迪傑大區接壤的邊界，屬於奥特莱斯山的一部分，海拔高度3,769米，每年平均降雨量1,357毫米。